# 巴黎，德州
《巴黎，德州》（英語：Paris, Texas）是德國導演文·溫德斯於1984年所執導的公路電影，電影配樂由藍調歌手雷·庫德演奏，劇情主要是講述一位失憶的男子（崔維斯）獨自在沙漠中行走被發現，因此與失聯已久的弟弟連絡上，進而引發他追尋過去。本片獲選為第37屆坎城影展正式競賽，最終評審團無異議頒予金棕櫚獎。

## 演員
- 哈利·狄恩·史坦頓飾 崔維斯·亨德森
- 娜妲莎·金斯基 飾 珍·亨德森，崔維斯的妻子
- 狄恩·史達威爾 飾 華特·亨德森，崔維斯的弟弟
- 奧蘿爾·克來蒙 飾 安妮·亨德森，沃爾特的妻子
- 亨特·卡森（英语：Hunter Carson） 飾 崔維斯的兒子

## 風格
《巴黎，德州》以描繪德州地景與氣候的影像聞名。電影畫面步調緩慢，佐以草根藍調歌手雷·庫德吉他伴奏，呈現寧靜而內斂之感，並刻意塑造孤獨的氛圍。对比巴黎的繁华与五光十色，与德州的笔直大路条条相连，敞篷跑车在路上奔驰，是公路电影的翘楚。